# Letterboxing
Letterboxing är en friluftsaktivitet som kombinerar orientering, problemlösning och konstnärlig användning av stämplar. Varje gömd låda innehåller en loggbok, en stämpel som hör till lådan, och eventuellt en stämpeldyna. Letterboxing liknar Geocaching men kräver normalt sett inte en GPS för att hitta gömmorna. Istället finns ledtrådar publicerade på letterboxing-hemsidor eller i kataloger och dessa leder till den gömda skatten. När gömman är hittad stämplar utövaren sin personliga loggbok med stämpeln som hör till lådan, och stämplar lådans loggbok med sin egen personliga stämpel. Dessa stämplar kan vara köpta men är ofta handgjorda.

## Historia
Fenomenet letterboxing uppstod i mitten av 1800-talet i Dartmoor, England. En guide vid namn James Perrott placerade år 1854 en flaska i en cairn (stenhög) och lämnade sitt visitkort i den så att framtida besökare skulle kunna kontakta honom. De som lyckades vandra till platsen vid den otillgängliga Cranmere Pool lade sina egna visitkort i flaskan för att visa att de varit där.  Den ursprungliga gömman uppdaterades i omgångar till mer hållbara behållare. Besökare började lämna adresserade vykort som senare besökare skulle kunna posta från sin hemort, och 1905 kompletterades letterboxen med en gästbok för besökare. Det första dokumenterade förslaget att lägga en stämpel i letterboxen skedde 1907, när en besökare skrev i gästboken och föreslog en "poststämpel" för att bevisa att vykorten verkligen kom från Cranmere.
Senare etablerades fler letterboxar på Dartmoor; Taw Marsh (1894), Ducks Pool (1938), Fur Tor (1951), och Crow Tor (1962). Det här är letterboxar som ligger mycket otillgängligt och fortfarande utgör en utmaning att ta sig till. Det finns en inofficiell klubb för personer som kan visa att de hittat minst 100 letterboxar på Dartmoor. 
I USA tog letterboxing fart efter en tidningsartikel som publicerades 1998 och beskrev den udda brittiska hobbyn. Tack vare internet kunde intresserade komma i kontakt med varandra och sprida ledtrådar via mailinglistor och webbsidor. 

## Varianter
Traditionell letterbox
Den normala varianten av letterbox. En gömd låda där ledtrådar används för att hitta den.
Letterboxserie
En letterboxserie består av flera traditionella letterboxar som hör ihop, och ofta är gömda i samma geografiska område. Ofta finns bara en loggbok i den sista lådan, de andra innehåller bara själva stämpeln.
Mystery box
Själva gömman liknar ofta en traditionell letterbox, men dessa "mystiska" lådor har karaktärsdrag som gör dem extra svåra att hitta. Exempelvis kan ledtrådarna vara krypterade, lådan har kanske inte några ledtrådar, startpunkten för ledtrådarna kan vara vagt beskriven eller saknas helt.
Word of Mouth Box (WOM)
Ledtråden till denna typ av box går bara att få tag på från en annan letterboxare. Antingen från ägaren till lådan, eller från någon som hittat den tidigare.
Letterboxhybrid
En letterboxhybrid är egentligen en cachetyp som används på sidan Geocaching. Lådan ska innehålla en stämpel, men ledtrådarna måste involvera en stor andel GPS-användning.